# Космическая паутина
Космическая паутина (или тёмная паутина, не путать с даркнетом) — нити из тёмной материи в межгалактическом пространстве и образуемая ими структура. Вдоль этих нитей также концентрируется «обычное» (барионное) вещество. Существование космической паутины было предсказано теоретически, и она позже наблюдалась по крайней мере в двух случаях.
В 2014 году была опубликована работа исследователей, которым удалось пронаблюдать нить космической паутины на большом космологическом расстоянии (z=2.3), «подсвеченную» квазаром (разумеется, непосредственно наблюдалась «обычная» материя). По непонятной причине паутина оказалась примерно в десять раз «толще» (тяжелее), чем предполагалось теоретически.
В 2017 году исследователи не только обнаружили тем же методом «по подсветке квазаром» нити космической паутины (но в данном исследовании использовался поиск подходящих пар квазаров, а не подсветка одним, как в предыдущем), но и обнаружили ее «волны». Вероятно, эти колебания остались от времен образования Вселенной.